# Петров Олексій Євгенович
Олексій Євгенович Петров (біл. Аляксей Яўгенавіч Пятроў; нар. 30 квітня 1991, Городня, Чернігівська область, УРСР) — білоруський футболіст українського походження, нападник.

## Клубна кар'єра
Футбольну кар'єру розпочав у солігорському «Шахтарі». Спочатку грав за дубль, потім почав потрапляти до основного складу. Першу частину сезону 2012 року провів в оренді у пінській «Хвилі», після чого повернувся у Солігорськ.
У березні 2013 року відправився в оренду до берестейського «Динамо», у серпні переїхав до «Іслочі». У першому матчі за «Іслоч» отримав травму, через що вибув на місяць, згодом повернувся до основи. По закінченню оренди в кінці 2013 року повернувся до «Шахтаря», в сезоні 2014 року грав переважно за дубль салігорського клубу.
З лютого 2015 року тренувався разом з «Городеєю», а в квітні того ж року підписав контракт з вище вказаним клубом. У грудні 2015 року продовжив з клубом контракт на наступний сезон. У сезоні 2016 року зазвичай виходив на футбольне поле на заміну в кінцівці матчу.
Готувався до сезону 2017 року разом з «Городеєю», але в березні контракт розірваний за згодою сторін, а Петров став гравцем «Іслочі». Однак грав за команду лише у п’яти матчах, а в липні 2017 року, після закінчення контракту, залишив «Іслоч».
У серпні 2017 року став гравцем «Ліди». У січні 2018 року залишив команду.

## Кар'єра в збірній
Виступав за юнацьку (U-19) та молодіжну збірну Білорусі з футболу.

## Статистика виступів

### Клубна
| Клуб      | Сезон | Чемпіонат  | Чемпіонат | Чемпіонат |
| Клуб      | Сезон | Дивізіон   | Матчі     | Голи      |
| --------- | ----- | ---------- | --------- | --------- |
| «Городея» | 2015  | Перша ліга | 20        | 11        |
| «Городея» | 2016  | Вища ліга  | 25        | 1         |
| «Іслоч»   | 2017  | Вища ліга  | 5         | 0         |
| «Ліда»    | 2017  | Перша ліга | 11        | 1         |

## Досягнення
- Вища ліга Білорусі
  -  Срібний призер (2): 2010, 2011
  -  Бронзовий призер (1): 2014

- Кубок Білорусі
  -  Володар (1): 2013/14